# Times Square Tower
Il Times Square Tower è un grattacielo di New York, situato nell'omonimo quartiere. È stato costruito tra il 2002 e il 2004 sotto il progetto dello studio Skidmore, Owings & Merrill e, con 49 piani, raggiunge un'altezza di 221 m.